# Himni i Flamurit
Himni i Flamurit ("Hymn till flaggan") är Albaniens nationalsång. Texten är Aleksandër Stavre Drenovas verk.
Hymnen publicerades först 1912 i den albanska nyhetstidningen Liri e Shqipërisë ("Albaniens frihet") som hade sitt huvudkontor i Bulgariens huvudstad Sofia. Den ingick senare i Drenovas samling Ëndrra e lotë ("Drömmar och tårar") som publicerades i Rumäniens huvudstad Bukarest.
Musiken till nationalsången skapades av den rumänska kompositören Ciprian Porumbescu. Nationalsångens originaltitel var Betimi mi flamur. Ett annat namn är även Rreth Flamurit të Përbashkuar som är inledningen på nationalsången, men oftast används den mest kända titeln Himni i Flamurit. Himni i Flamurit är också ett poem av Fan Noli.
Under kommunistregimen, då religionsutövning förbjöds, fanns inte sista versen på nationalsången med. Den ursprungliga texten hade en extra vers som inte ingår i nationalsången idag.
| Himni i Flamurit (på albanska)   | Hymn till Flaggan (på svenska)                       |
| -------------------------------- | ---------------------------------------------------- |
| Rreth flamurit të përbashkuar,   | Förenade runt flaggan,                               |
| Me një dëshirë dhe një qëllim,   | Med en önskan och ett mål,                           |
| Të gjithë atje duke u betuar,    | Låt oss ge vårt ord                                  |
| Të lidhim besën për shpëtim.     | På att slåss för friheten                            |
|                                  |                                                      |
|                                  |                                                      |
| Prej lufte veç ay largohet,      | Bara han som är född förrädare                       |
| Që është lindur tradhëtor,       | Flyr från kampen.                                    |
| Kush është burrë nuk friksohet,  | Den som är en man fruktar inte,                      |
| Po vdes, po vdes si një dëshmor. | Utan faller - en martyr för syftet.                  |
|                                  |                                                      |
|                                  |                                                      |
| Në dorë armët do t'i mbajmë,     | Med vapen i hand ska vi bestå,                       |
| Të mbrojmë Atdheun në çdo vënd,  | För att vakta hela vårt hemland.                     |
| Të drejtat tona ne s'i ndajmë,   | Våra rättigheter ska vi ej ge upp,                   |
| Këtu armiqtë s'kanë vënd.        | Fiender har ingen plats här.                         |
|                                  |                                                      |
|                                  |                                                      |
| Se Zoti vet e tha me gojë,       | För Herren själv har sagt,                           |
| Që kombe shuhen përmbi dhé,      | Att nationer försvinner från jorden,                 |
| Po Shqipëria do të rrojë,        | Men Albanien ska leva vidare,                        |
| Për të, për të luftojmë ne.      | Därför att för henne, för henne är det som vi slåss. |

## Den ursprungliga texten från 1912
Rreth flamurit te përbashkuar

me një dëshire dhe një qëllim

Të gjith atje duk' ju betuar

Të lidhim besën për shpëtim

Prej lufte vec ay largohet

Që është lindur tradhëtor

Kush është burrë nuk frikohet

po vdes, po vdes si një dëshmor

Në dorë armët t'i mbajmë

Të mbrojmë atdhenë në çdo kënt,

Të drejtat tona ne s'i ndajmë;

Këtu armikët s'kanë vënt

Se zoti vetë e tha me gojë

Që kombet shuhen përmi dhé

Po Shqipëria do të rojë:

për të, për të luftojmë ne!

O flamur, flamur shënj' e shënjtë

Te ty betohemi këtu,

Për Shqipërin' atdhen' e shtrenjtë

Për nder edhe lavdimn' e tu.

Trim burrë quhet dhe nderohet

Atdheut kush iu bë therror

Për jet ay do të kujtohet

Mi dhet, mi dhet si një shenjtor